# YG 엔터테인먼트의 음반
이 문서는 YG 엔터테인먼트에서 발표한 음반의 목록이다. 한때 자회사였던 M-Boat와 Buda Sound의 음반 외에도, YG와 협업을 통해 발표한 음반도 포함되어 있다.

## 1990년대
- 1996년 7월 ?일 킵식스 - Six in tha Chamber
- 1997년 6월 14일 지누션 - Jinusean Bomb
- 1998년 1월 5일 지누션 - The Real
- 1998년 4월 6일 양현석 - Yang Hyun Suk
- 1998년 11월 15일 1TYM - One Time for Your Mind
- 1999년 3월 9일 지누션 - 태권 V
- 1999년 7월 29일 YG Family - Famillenium
- 1999년 12월 ?일 YG Family - Best of Album

## 2000년대
- 2000년 4월 21일 1TYM - 2nd RoUnd
- 2000년 8월 21일 1TYM - 1TYM 영상집
- 2001년 2월 7일 지누션 - The Reign
- 2001년 9월 4일 페리 - Perry by Storm
- 2001년 12월 13일 1TYM - Third Time Fo Yo' Mind!!
- 2002년 4월 3일 휘성 - Like A Movie
- 2002년 4월 25일 스위티 - SWI.T (Song Will Tell)
- 2002년 10월 ?일 YG Family - Why Be Normal?
- 2002년 10월 24일 YG Family - 97-YG-02
- 2003년 2월 1일 거미 - Like Them
- 2003년 2월 6일 빅마마 - Like The Bible
- 2003년 3월 8일 세븐 - Just Listen
- 2003년 6월 20일 마스타 우 - Masta Peace
- 2003년 8월 21일 휘성 - It's Real
- 2003년 10월 7일 렉시 - Lexury
- 2003년 11월 26일 1TYM - Once N 4 All
- 2003년 12월 17일 YG Family - Live Album:Color Of The Soul Train
- 2004년 4월 12일  XO - eXtra Ordinary
- 2004년 4월 23일 바운스 - Bounce
- 2004년 6월 4일 원티드 - Like The First
- 2004년 6월 10일 태빈 - Taebin of 1TYM
- 2004년 7월 7일 세븐 - Must Listen
- 2004년 7월 16일 거미 - [Digital Single] You Are My Hero
- 2004년 9월 9일 거미 - It's Different
- 2004년 10월 16일 휘성 - For the Moment
- 2004년 11월 12일 지누션 - 노라보세
- 2004년 12월 6일 세븐 - Crazy
- 2005년 2월 21일 비바소울 - Youth On The Road
- 2005년 2월 22일 세븐  -[Digital Single] 히카리
- 2005년 5월 3일 45RPM - Old Rookie
- 2005년 5월 18일 빅마마 - It's Unique
- 2005년 6월 1일 소울스타 - Soulstar
- 2005년 6월 1일 스토니 스컹크 - Ragga Muffin
- 2005년 7월 26일 렉시  - Lextacy
- 2005년 9월 1일 거미 - For the Bloom
- 2005년 9월 22일 휘성 - Love.. Love..? Love..!
- 2005년 11월 1일 1TYM - One Way
- 2005년 11월 24일 빅마마 - Big Mama`s Gift
- 2006년 1월 ?일 세븐 - Must Listen[1]
- 2006년 3월 8일 세븐  - 24／7 (24/Seven)
- 2006년 3월 16일 소울스타 - 지우개
- 2006년 4월 16일 휘성 - [Digital Single] Against All Odds (투싼 CF)
- 2006년 4월 28일 거미 - Unplugged
- 2006년 5월 29일 비바소울 - [Digital Single] Viva Corea
- 2006년 6월 12일 하동균 - DQ from WANTED
- 2006년 6월 27일 하동균 - Stand Alone
- 2006년 6월 28일 세븐 - And Want You Know[2]
- 2006년 8월 4일 스토니 스컹크 - Skunk Riddim
- 2006년 8월 10일 무가당 - 무가당
- 2006년 8월 19일 빅뱅 - Bigbang
- 2006년 9월 1일 YG Family - YG 10TH - YG 패밀리 10주년 기념 앨범[3]
- 2006년 9월 28일 빅뱅 - BigBang Is V.I.P
- 2006년 10월 13일 빅마마 - For The People
- 2006년 11월 1일 세븐 - Se7olution
- 2006년 11월 21일 빅뱅 - Bigbang 03
- 2006년 11월 28일 빅마마 - For the Christmas
- 2006년 12월 22일 빅뱅 - Bigbang Vol.1
- 2007년 2월 8일 빅뱅 - 1st Concert Live CD : The Real[4]
- 2007년 3월 22일 마스타 우 - Mass Wu pt.2
- 2007년 4월 19일 렉시 - Rush[5]
- 2007년 5월 11일 JC지은 - Rain
- 2007년 7월 5일 원티드 - 7DAYZ&WANTED[6]
- 2007년 7월 18일 레드락 - HELLO
- 2007년 7월 19일 무가당 - 오에오
- 2007년 8월 16일 빅뱅 - Always
- 2007년 9월 4일 스토니 스컹크 - More Fyah
- 2007년 11월 22일 빅뱅 - Hot Issue
- 2008년 1월 4일 빅뱅 - For the World
- 2008년 2월 13일 45RPM - Hit Pop
- 2008년 2월 27일 빅뱅 - 2nd Live Concert Album - The Great
- 2008년 3월 12일 거미 - Comfort
- 2008년 5월 22일 태양 - Hot
- 2008년 5월 28일 빅뱅 - With U
- 2008년 6월 16일 대성 - [Digital Single] 날 봐, 귀순
- 2008년 6월 26일 거미 - 님은 먼 곳에 OST
- 2008년 6월 30일 지드래곤 - [Digital Single] 나만 바라봐 Part.2
- 2008년 7월 1일 엄정화 - D.I.S.C.O[7]
- 2008년 8월 8일 빅뱅 - Stand Up
- 2008년 8월 9일 빅뱅 - Asia Best 2006-2009
- 2008년 9월 1일 엄정화 - [Digital Single] D.I.S.C.O Part.2
- 2008년 10월 10일 YMGA - Made In R.O.K
- 2008년 10월 22일 빅뱅 - NUMBER 1
- 2008년 11월 5일 빅뱅 - Remember
- 2008년 12월 30일 빅뱅 - [Digital Single] FILA Limited Edition
- 2009년 1월 29일 대성 - [Digital Single] 대박이야!
- 2009년 3월 11일 세븐 - Girls[8]
- 2009년 3월 18일 빅뱅 - [Digital Single] So Fresh, So Cool
- 2009년 3월 27일 빅뱅, 2NE1 [Digital Single] Lollipop
- 2009년 4월 22일 빅뱅 - 3rd Concert Live Album - Big Show
- 2009년 5월 6일 2NE1 - [Digital Single] Fire[9]
- 2009년 6월 24일 빅뱅 - My Heaven
- 2009년 7월 8일 2NE1 - 2NE1 1st Mini Album
- 2009년 7월 8일 빅뱅 - ガラガラ GO!
- 2009년 7월 9일 빅뱅 - 친구, 우리들의 전설 OST
- 2009년 8월 18일 지드래곤 - Heartbreaker
- 2009년 8월 19일 빅뱅 - Bigbang
- 2009년 9월 3일 2NE1 -  [Digital Single] I Don`t Care (Reggae Mix Ver.)
- 2009년 9월 3일 구혜선 - 구혜선 소품집-숨
- 2009년 9월 7일 박산다라 - [Digital Single] Kiss
- 2009년 10월 15일 태양 - [Digital Single] Where U At[10]
- 2009년 10월 26일 거미 - 텔레시네마 프로젝트 Vol.3-이별은 사랑 뒤를 따라와
- 2009년 10월 28일 박봄 - [Digital Single] You And I
- 2009년 11월 4일 빅뱅 - 声をきかせて
- 2009년 11월 4일 빅뱅 - 할렐루야 (아이리스(Iris) OST Part 3)
- 2009년 11월 13일 태양 - [Digital Single] Wedding Dress[11]
- 2009년 11월 20일 CL & 민지 - [Digital Single] Please Don`t Go

## 2010년대
- 2010년 1월 26일 대성 - [Digital Single] 솜사탕
- 2010년 1월 27일 태양 - [Digital Single] Fall In Love[12]
- 2010년 2월 9일 2NE1 - [Digital Single] 날 따라 해봐요
- 2010년 2월 19일 빅뱅 - [Digital Single] Lollipop Part 2
- 2010년 3월 30일 지드래곤 - 1st Concert Live Album : [SHINE A LIGHT]
- 2010년 5월 4일 거미 - Loveless
- 2010년 5월 11일 빅뱅 - [Digital Single] 승리의 함성 (The Shouts Of Reds Part 2)[13]
- 2010년 6월 9일 빅뱅 - Tell Me Goodbye
- 2010년 6월 16일 구혜선 -[Digital Single] 갈색머리
- 2010년 6월 21일 T.O.P - [Digital Single] Turn It Up
- 2010년 6월 25일 거미 - A-LIVE Vol.13 거미의 다락방 ‘서른 살, 나의 이야기’[14]
- 2010년 7월 1일 태양 - Solar
- 2010년 7월 21일 세븐 - Digital Bounce
- 2010년 8월 19일 빅뱅 - 4th Concert Live Album - 2010 Big Show
- 2010년 8월 25일 태양 - Solar (인터내셔널 릴리즈 앨범)
- 2010년 9월 8일 빅뱅 - Beautiful Hangover
- 2010년 9월 9일 2NE1 - To Anyone
- 2010년 9월 29일 세븐 - [Digital Single] I’m Going Crazy
- 2010년 10월 6일 거미 - 대물 OST Part 1
- 2010년 10월 11일 싸이 -[Digital Single] 내 눈에는[15]
- 2010년 10월 14일 싸이 -[Digital Single] Thank You[16]
- 2010년 10월 18일 싸이 -대물 OST Part 3
- 2010년 10월 20일 싸이 - PSYFIVE (싸이파이브)
- 2010년 11월 23일 거미 - [Digital Single] 러브 레시피[17]
- 2010년 12월 24일 GD&TOP - GD&TOP
- 2010년 12월 29일 김은비 - [Digital Single] I'm My Fan (메이플스토리 OST)
- 2011년 1월 20일 승리 - V.V.I.P
- 2011년 2월 23일 강승윤 -마이더스 OST Part 1[18]
- 2011년 2월 24일 빅뱅 - BIGBANG MINI 4
- 2011년 2월 28일 거미 - 마이더스 OST Part 2
- 2011년 3월 16일 2NE1 - 2NE1
- 2011년 3월 31일 유인나 -마이 블랙 미니드레스 OST[19]
- 2011년 4월 8일 빅뱅 - 빅뱅 스페셜에디션
- 2011년 4월 21일 박봄 - [Digital Single] DON'T CRY
- 2011년 4월 29일 거미 - Loveless
- 2011년 5월 11일 빅뱅 - BIGBANG 2
- 2011년 5월 12일 2NE1 - [Digital Single] Lonely[20]
- 2011년 5월 25일 빅뱅 - The Ultimate -International Best-
- 2011년 6월 17일 빅뱅 - 5th Concert Live Album - 2011 Big Show
- 2011년 6월 24일 2NE1 - [Digital Single] 내가 제일 잘 나가[21]
- 2011년 6월 30일 빅뱅 - 2011 Big Show Live Concert
- 2011년 7월 28일 2NE1 - 2NE1 2nd Mini Album
- 2011년 9월 21일 2NE1 - NOLZA
- 2011년 10월 14일 타블로 - Airbag
- 2011년 11월 1일 타블로 - 열꽃
- 2011년 11월 16일 2NE1 - Go Away[22]
- 2011년 11월 23일 2NE1 - 2011 2NE1 1ST LIVE CONCERT CD [NOLZA!]
- 2011년 12월 3일 대성 - 왓츠업(What’s Up) OST Part 1
- 2011년 12월 14일 빅뱅 - The Best Of BIGBANG
- 2011년 12월 21일 2NE1 - 1st Live Concert Nolza!
- 2012년 2월 1일 세븐 - SE7EN New Mini Album
- 2012년 2월 29일 빅뱅 - Alive
- 2012년 3월 28일 빅뱅 - ALIVE (일본 판)
- 2012년 3월 28일 2NE1 - COLLECTION
- 2012년 4월 4일 거미 - [Digital Single] 러브 레시피 || (요즘 사람들)
- 2012년 4월 4일 빅뱅 - BIGBANG The Non Stop MIX
- 2012년 4월 18일 YG Family - 2011 YG Family Concert Live CD
- 2012년 4월 25일 세븐 - Love Again
- 2012년 5월 8일 싸이 - [Digital Single] 아버지(at 썸머스탠드)
- 2012년 5월 8일 강승윤 -하이킥, 짧은 다리의 역습 OST[23]
- 2012년 6월 3일 빅뱅 - STILL ALIVE
- 2012년 6월 6일 빅뱅 - BIGBANG Best Selection
- 2012년 6월 17일 빅뱅 - 5th Concert Live Album - 2011 Big Show
- 2012년 6월 20일 빅뱅 - ALIVE -MONSTER EDITION-
- 2012년 6월 28일 싸이 -[Digital Single] KOREA
- 2012년 7월 5일 2NE1 - [Digital Single] I Love You
- 2012년 7월 15일 싸이 - 싸이6甲 Part.1
- 2012년 9월 1일 지드래곤 - [Digital Single] 그XX[24]
- 2012년 9월 15일 지드래곤 - One Of A Kind
- 2012년 10월 9일 에픽하이 - [Digital Single] 춥다[25]
- 2012년 10월 15일 구혜선 - [Digital Single] Marry Me
- 2012년 10월 23일 에픽하이 - 99
- 2012년 10월 29일 이하이 - [Digital Single] 1, 2, 3, 4
- 2012년 11월 19일 싸이 - [Digital single] Gangnam Style
- 2012년 11월 23일 이하이 - [Digital Single] 허수아비
- 2012년 12월 5일 빅뱅 - Special Final in Dome Memorial Collection
- 2012년 12월 18일 빅뱅 - BIGBANG NON STOP MEGA MIX mixed by DJ WILDPARTY
- 2012년 12월 21일 아프로디노 - [Digital Single] 카멜레온[26]
- 2013년 1월 11일 빅뱅 - Alive Tour 2012: Live in Seoul
- 2013년 2월 27일 대성 - D'scover
- 2013년 2월 27일 거미 - 그 겨울, 바람이 분다 OST Part 3
- 2013년 3월 5일 싸이 - [Digital Single] Gangnam Style Remix
- 2013년 3월 19일 세븐 - [Digital Single] Thank U(고마워)[27]
- 2013년 3월 28일 이하이 - First Love
- 2013년 4월 1일 지드래곤 - [Digital Single] 미치GO[28]
- 2013년 4월 3일 거미 - Fate(s)[29]
- 2013년 4월 13일 싸이 - [Digital Single] GENTLEMAN
- 2013년 4월 24일 악동뮤지션 - 내 연애의 모든 것 OST Part.3
- 2013년 5월 10일 구혜선 -기억상실증 (Flying Galaxy) (나와 S4 이야기)
- 2013년 5월 23일 악동뮤지션 - [Digital Single] 콩떡빙수
- 2013년 5월 28일 CL - [Digital Single] 나쁜 기집애
- 2013년 5월 30일 빅뱅 - Alive GALAXY Tour 2013: The Final in Seoul
- 2013년 7월 8일 2NE1 - [Digital Single] Falling In Love
- 2013년 7월 16일 강승윤 - [Digital Single] 비가 온다[30]
- 2013년 7월 22일 구혜선 -[Digital Single] 그건 너
- 2013년 7월 31일 대성 - [Digital Single] I Love You[31]
- 2013년 7월 31일 강승윤 - [Digital Single] Wild & Young[32]
- 2013년 8월 7일 2NE1 - [Digital Single] Do You Love Me
- 2013년 8월 7일 거미 - 주군의 태양 OST Part 1
- 2013년 8월 8일 악동뮤지션 - [Digital Single] 콩떡빙수 Extreme Cool Summer Edition
- 2013년 8월 13일 강승윤 - [Digital Single] 맘도둑[33]
- 2013년 8월 19일 승리 - Let's Talk About Love
- 2013년 9월 13일 지드래곤 - COUP D'ETAT& 삐딱하게
- 2013년 10월 9일 승리 - Let's Talk About Love (일본 판)
- 2013년 10월 23일 에픽하이 -[Digital Single] 420[34]
- 2013년 10월 28일 위너, 아이콘 - Final Battle
- 2013년 11월 8일 태양 - [Digital Single] RINGA LINGA[35]
- 2013년 11월 15일 T.O.P - [Digital Single] DOOM DADA
- 2013년 11월 21일 2NE1 -[Digital Single] 그리워해요
- 2013년 11월 27일 지드래곤 - Coup D'Etat + One Of A Kind & Heartbreaker (일본 판)
- 2013년 11월 28일 구혜선 -[Digital Single] 행복했을까
- 2013년 12월 17일 BOM&HI - [Digital Single] All I Want For Christmas Is You
- 2014년 2월 27일 2NE1 - CRUSH
- 2014년 3월 28일 빅뱅 - 2014 BIGBANG +a in Seoul
- 2014년 4월 6일 악동뮤지션 - PLAY
- 2014년 5월 19일 에픽하이 - [Digital Single] With You[36]
- 2014년 5월 23일 2NE1 - 2014 2NE1 World Tour Live CD [All Or Nothing in Seoul]
- 2014년 5월 28일 빅뱅 - 2014 BIGBANG +α IN SEOUL
- 2014년 6월 3일 태양 - RISE
- 2014년 6월 5일 악동뮤지션 - [Digital Single] 콩떡빙수 2014
- 2014년 6월 9일 싸이 - [Digital Single] Hangover
- 2014년 6월 11일 대성 - Rainy Rainy
- 2014년 6월 25일 2NE1 - Japan New Album:Crush
- 2014년 7월 16일 대성 - D'slove
- 2014년 8월 8일 B.I - 쇼미더머니3 Part.1[37]
- 2014년 8월 12일 위너 - 2014 S/S
- 2014년 8월 13일 태양 - RISE[+Solar & Hot] (일본 판)
- 2014년 8월 14일 바비 - 쇼미더머니3 Part.2[38]
- 2014년 8월 21일 바비 - 쇼미더머니3 바비 VS 올티[39]
- 2014년 8월 29일 바비 - 쇼미더머니3 Part.4[40]
- 2014년 9월 5일 바비 - 쇼미더머니3 Part.5[41]
- 2014년 9월 10일 위너 - 2014 S/S -Japan Collection-
- 2014년 9월 12일 아이콘 - [Digital Single] MIX & MATCH
- 2014년 10월 10일 악동뮤지션 - [Digital Single] 시간과 낙엽
- 2014년 10월 17일 구혜선 - [Digital Single] 꽃비 - 다우더 OST
- 2014년 10월 21일 에픽하이 - 신발장
- 2014년 10월 29일 대성 - でぃらいと (일본 엔카 미니 앨범)
- 2014년 11월 11일 하이 수현 - [Digital Single] 나는 달라
- 2014년 11월 12일 구혜선 - [Digital Single] 죽어야만 하는가요 - 다우더 OST
- 2014년 11월 21일 GD X TAEYANG - [Digital Single] Good Boy
- 2014년 11월 26일 빅뱅 - The Best Of BIGBANG 2006-2014
- 2014년 11월 28일 YG Family - 2014 YG FAMILY CONCERT in SEOUL LIVE CD
- 2014년 12월 2일 마스타 우 - [Digital Single] 이리와봐
- 2014년 12월 12일 GD X TAEYANG - GOOD BOY
- 2014년 12월 24일 에픽하이 - SHOEBOX -Japan Edition-
- 2015년 3월 28일 싸이 - [China Digital Single] 아버지
- 2015년 4월 15일 지누션 - [Digital Single] 한번 더 말해줘
- 2015년 5월 1일 빅뱅 - M (MADE 시리즈 #1)[42]
- 2015년 5월 8일 세븐 - [Digital Single] 뮤지컬 엘리자벳[43]
- 2015년 5월 29일 CL - [Digital Single] Doctor Pepper[44]
- 2015년 6월 1일 빅뱅 - A (MADE 시리즈 #2)[45]
- 2015년 6월 12일 구혜선 - 숨2 - 십년이 백년이 지난 후에
- 2015년 7월 1일 빅뱅 - D (MADE 시리즈 #3)[46]
- 2015년 8월 1일 송민호 - 쇼미더머니 4 Episode 2[47]
- 2015년 8월 5일 빅뱅 - E (MADE 시리즈 #4)[48]
- 2015년 8월 8일 송민호 - 쇼미더머니 4 Epsidoe 3[49]
- 2015년 8월 15일 지누션, 타블로 - 쇼미더머니 4 Episode 4[50]
- 2015년 8월 22일 송민호 - 쇼미더머니 4 Episode 5[51]
- 2015년 8월 29일 송민호 - 쇼미더머니 4 Episode 6[52]
- 2015년 9월 5일 타블로 - [Digital Single] HOOD[53]
- 2015년 9월 15일 아이콘 - [Digital Single] 취향저격[54]
- 2015년 10월 1일 아이콘 - WELCOME BACK (하프 앨범 1)[55]
- 2015년 10월 9일 악동뮤지션 - [Digital Single] 가나다같이
- 2015년 11월 16일 아이콘 - WELCOME BACK (하프 앨범 2)[56]
- 2015년 12월 1일 싸이 - 칠집싸이다
- 2015년 12월 5일 CL - [Digital Single] Hello Bitches
- 2015년 12월 17일 구혜선 - [Digital Single] 소리없이 날[57]
- 2015년 12월 24일 아이콘 - WELCOME BACK (풀 앨범)
- 2016년 1월 9일 박산다라, 유인나 - 한번 더 해피엔딩 OST Part.1[58]
- 2016년 1월 11일 위너 - [Digital Single] 사랑가시[59]
- 2016년 1월 13일 아이콘 - WELCOME BACK (일본 판)
- 2016년 1월 20일 BOBBY, 구준회, 김동혁 - [Digital Single] 투유 프로젝트 - 슈가맨 Part.14[60]
- 2016년 2월 1일 위너 - EXIT : E (EXIT 시리즈 #1)[61]
- 2016년 2월 3일 빅뱅 - MADE SERIES
- 2016년 2월 23일 타블로 - [Digital Single] DODODO[62]
- 2016년 3월 2일 구혜선 - [Digital Single] 썼다 지웠다[63]
- 2016년 3월 9일 이하이 - Seoulite (하프 앨범)
- 2016년 3월 30일 아이콘 - WELCOME BACK -COMPLETE EDITION-
- 2016년 4월 20일 이하이 - Seoulite (풀 앨범)
- 2016년 4월 28일 구혜선 - 그리고 봄
- 2016년 5월 4일 악동뮤지션 - 사춘기 상
- 2016년 5월 9일 송민호 - [Digital Single] 엄마야 (JTBC 힙합의 민족)[64]
- 2016년 5월 30일 아이콘 - [Digital Single] 오늘 모해
- 2016년 6월 18일 원 - 쇼미더머니 5 Episode 1[65]
- 2016년 6월 25일 원 - 쇼미더머니 5 Episode 2[66]
- 2016년 8월 8일 블랙핑크 - [Digital Single] SQUARE ONE
- 2016년 8월 19일 CL - [Digital Single] LIFTED
- 2016년 9월 7일 바비 - [Digital Single] 꽐라
- 2016년 9월 8일 송민호 - [Digital Single] 몸
- 2016년 9월 9일 MOBB - THE MOBB
- 2016년 9월 20일 에픽하이 - 달의 연인 - 보보경심 려 OST Part.6
- 2016년 9월 28일 아이콘 - DUMB & DUMBER
- 2016년 10월 4일 이하이 - 달의 연인 - 보보경심 려 OST Part.10
- 2016년 10월 7일 젝스키스  - [Digital Single] 세 단어
- 2016년 10월 11일 악동뮤지션 - 달의 연인 - 보보경심 려 OST Part.12
- 2016년 10월 13일 장수원 - [Digital Single] 이달의 행사왕[67]
- 2016년 11월 1일 블랙핑크 - [Digital Single] SQUARE TWO
- 2016년 12월 1일 젝스키스 - 2016 Re-ALBUM
- 2016년 12월 6일 강승윤 - 천년째 연애중 OST
- 2016년 12월 13일 빅뱅 - MADE[68]
- 2017년 1월 3일 악동뮤지션 - 사춘기 하
- 2017년 1월 21일 2NE1 - [Digital Single] 안녕[69]
- 2017년 1월 27일 타블로 - [Digital Single] Cave Me In[70]
- 2017년 2월 10일 구혜선  - [Digital Single] 겨울일기
- 2017년 3월 3일 구혜선 - [Digital Single] 좋은 날
- 2017년 3월 15일 악동뮤지션 - [Digital Single] `뜻밖의 만남` 여덟 번째[71]
- 2017년 3월 28일 대성 - D-Day
- 2017년 4월 4일 위너 - [Digital Single] FATE NUMBER FOR
- 2017년 4월 10일 박산다라 - 원스텝 OST Part.2
- 2017년 4월 12일 장기용 - [Digital Single]썸남 OST `썸남`[72]
- 2017년 4월 25일 은지원 - 애타는 로맨스 OST Part.3[73]
- 2017년 4월 28일 젝스키스 - The 20th Anniversary[74]
- 2017년 5월 10일 싸이 - PSY 8th 4X2=8
- 2017년 5월 15일 태양 - [Digital Single] So Good
- 2017년 5월 22일 아이콘 - [Digital Single] NEW KIDS:BEGIN
- 2017년 5월 26일 보이프렌드 - [Digital Single] 포켓샌드 SONG (ㅍㅋㅅㄷ)
- 2017년 6월 4일 싸이 - [Digital Single] 판타스틱 듀오 2 Part.4[75]
- 2017년 6월 8일 지드래곤 - 권지용
- 2017년 6월 22일 블랙핑크 - [Digital Single] 마지막처럼
- 2017년 7월 11일 원 - [Digital Single] One Day
- 2017년 7월 20일 악동뮤지션 - [Digital Single] Summer Episode
- 2017년 8월 4일 위너 - [Digital Single] Our Twenty For
- 2017년 8월 16일 태양 - White Night
- 2017년 8월 16일 아이콘 - NEW KIDS:BEGIN (일본 판)
- 2017년 8월 30일 블랙핑크 - BLACKPINK
- 2017년 9월 14일 바비 - Love And Fall
- 2017년 9월 19일 KRUNK - [Digital Single] I Can't Bear
- 2017년 9월 21일 젝스키스 - Another Light
- 2017년 10월 12일 대성 - でぃらいと 2
- 2017년 10월 23일 에픽하이 - WE'VE DONE SOMETHING WONDERFUL
- 2017년 10월 26일 이종석 - 당신이 잠든 사이에 OST Part.9
- 2017년 10월 29일 김준규, 이병곤, 최현석 - [Digital Single] 믹스나인 Part.1
- 2017년 11월 8일 이종석 - 당신이 잠든 사이에 OST Part.12
- 2017년 11월 19일 김준규, 이병곤, 최현석 - [Digital Single] 믹스나인 Part.3
- 2017년 11월 30일 강승윤, 송민호 - 슬기로운 감빵생활 OST Part.2
- 2017년 12월 17일 김희정, 황승언, 이수현, 권영득, 권현빈 - 비정규직 아이돌 OST
- 2018년 1월 1일 CL - [Digital Single] All In
- 2018년 1월 10일 태양 - [Digital Single] LOUDER
- 2018년 1월 14일 이병곤, 최현석 - [Digital Single] 믹스나인 Part.5
- 2018년 1월 18일 강승윤, 이하이 - 골든슬럼버 OST Special Track
- 2018년 1월 24일 안영미 - [Digital Single] 셀럽 No.1[76]
- 2018년 1월 25일 아이콘 - RETURN
- 2018년 1월 27일 이병곤, 최현석 - [Digital Single] 믹스나인 Part.6
- 2018년 3월 5일 아이콘 - [Digital Single] 고무줄다리기
- 2018년 3월 13일 빅뱅 - [Digital Single] 꽃 길
- 2018년 4월 4일 위너 - EVERYD4Y
- 2018년 6월 15일 블랙핑크 - SQURE UP
- 2018년 7월 11일 이성경 - 멈추고 싶은 순간 : 어바웃타임 OST 뮤지컬 스페셜
- 2018년 7월 20일 승리 - THE GREAT SEUNGRI
- 2018년 7월 24일 장기용 - 이리와 안아줘 Special Track
- 2018년 7월 29일 이수현 - 미스터 션샤인 OST Part.4
- 2018년 8월 2일 아이콘 - NEW KIDS:CONTINUE
- 2018년 10월 1일 아이콘 - NEW KIDS: THE FINAL
- 2018년 11월 12일 제니 - [Digital Single] SOLO
- 2018년 11월 19일 안영미 - [Digital Single] 셔터[77]
- 2018년 11월 26일 송민호 - XX
- 2018년 12월 5일 블랙핑크 - [Japan] BLACKPINK IN YOUR AREA
- 2018년 12월 19일 위너 - [Digital Single] MILLIONS
- 2019년 1월 7일 아이콘 - THE NEW KIDS
- 2019년 3월 21일 왕군호, 히다카 마히로 - [Digital Single] _지마 (X1-MA)[78]
- 2019년 4월 5일 블랙핑크 - KILL THIS LOVE
- 2019년 5월 15일 위너 - WE
- 2019년 5월 30일 이하이 - 24℃
- 2019년 6월 27일 은지원 - G1
- 2019년 7월 13일 송민호 - [Digital Single] 강식당 3[79]
- 2019년 7월 27일 이수현 - [Digital Single] JTBC 비긴어게인3 Episode 2[80]
- 2019년 8월 7일 위너 - [Japan] WE
- 2019년 8월 10일 이수현 - [Digital Single] JTBC 비긴어게인3 Episode 4[81]
- 2019년 8월 14일 김진우 - [Digital Single] JINU's HEYDAY
- 2019년 8월 19일 VIINI - DIMENSION
- 2019년 8월 19일 안영미 - [Digital Single] 안 본 눈 삽니다[82]
- 2019년 8월 28일 VIINI - 웹툰 연놈 OST Part.3
- 2019년 9월 25일 AKMU - 항해
- 2019년 10월 12일 이수현 - [Digital Single] JTBC 비긴어게인3 Episode 12[83]
- 2019년 10월 16일 블랙핑크 - [Japan] KILL THIS LOVE
- 2019년 10월 23일 위너 - CROSS
- 2019년 10월 26일 이수현 - [Digital Single] JTBC 비긴어게인3 Episode 14[84]

## 2020년대
- 2020년 1월 20일 바비 - [Digital Single] iKON-ON
- 2020년 1월 28일 젝스키스 - ALL FOR YOU
- 2020년 1월 30일 트레저 - [Digital Single] 미쳐가네 (Going Crazy)[85]
- 2020년 2월 6일 아이콘 - i DECIDE
- 2020년 3월 4일 VIINI - [Digital Single] Moon&Butterfly
- 2020년 3월 26일 위너 - [Digital Single] 뜸[86]
- 2020년 4월 9일 위너 - Remember
- 2020년 5월 14일 블랙핑크 - BLACKPINK 2019-2020 WORLD TOUR IN YOUR AREA -TOKYO DOME- (Live)
- 2020년 5월 23일 VIINI - 소녀의 세계 OST Part.4
- 2020년 6월 5일 방예담 - [Digital Single] 왜요[87]
- 2020년 6월 26일 블랙핑크 - [Digital Single] How you like that[88]
- 2020년 7월 3일 AKMU - [항해] TOUR LIVE
- 2020년 7월 12일 이수현 - 사이코지만 괜찮아 OST Part.4
- 2020년 8월 7일 트레저 - [Digital Single] THE FIRST STEP : CHAPTER ONE
- 2020년 8월 14일 VIINI - Café 킬리만자로 OST Part.1[89]
- 2020년 8월 22일 VIINI - Café 킬리만자로 OST Part.2
- 2020년 8월 28일 블랙핑크 - [Digital Single] 아이스크림[90][91]
- 2020년 8월 31일 이수현 - [Digital Single] 숨겨진 내 모습 (영화 뮬란 OST)
- 2020년 9월 18일 트레저 - [Digital Single] THE FIRST STEP : CHAPTER TWO
- 2020년 10월 2일 블랙핑크 - THE ALBUM
- 2020년 10월 5일 바비 - 청춘기록 OST Part.6
- 2020년 10월 16일 이수현 - [Digital Single] ALIEN
- 2020년 10월 30일 송민호 - TAKE
- 2020년 11월 6일 트레저 - [Digital Single] THE FIRST STEP : CHAPTER THREE
- 2020년 11월 16일 AKMU - [Digital Single] HAPPENING
- 2020년 11월 24일 강승윤 - 카이로스 OST Part.8
- 2021년 1월 11일 트레저 - THE FIRST STEP : TREASURE EFFECT
- 2021년 1월 16일 이수현 - 도시남녀의 사랑법 OST Part.3
- 2021년 1월 25일 바비 - LUCKY MAN
- 2021년 2월 5일 젝스키스 - [Digital Single] 뒤돌아보지 말아요
- 2021년 3월 3일 아이콘 - [Digital Single] 왜왜왜(Why Why Why)
- 2021년 3월 12일 로제 - [Digital Single] -R-
- 2021년 3월 29일 강승윤 - PAGE
- 2021년 3월 31일 트레저 - [Japan] THE FIRST STEP : TREASURE EFFECT
- 2021년 5월 28일 아이콘 - [Digital Single] 열중쉬어 (At ease)[92]
- 2021년 6월 11일 블랙핑크 - BLACKPINK 2021 'THE SHOW' LIVE
- 2021년 7월 2일 강승윤 - 보이스 4 OST Part.2
- 2021년 7월 26일 AKMU - NEXT EPISODE
- 2021년 8월 3일 블랙핑크 - [Japan] THE ALBUM
- 2021년 9월 10일 리사 - [Digital Single] LALISA
- 2021년 10월 22일 리사 - [Digital Single] SG[93]
- 2021년 11월 28일 Choice37 - [Digital Single] We & We[94]
- 2021년 12월 7일 송민호 - TO INFINITY.
- 2021년 12월 9일 이찬혁 - [Digital Single] RECONNECT[95]
- 2022년 2월 15일 트레저 - THE SECOND STEP : CHAPTER ONE
- 2022년 3월 10일 강희 - 겨울 지나 벚꽃 OST Part.3
- 2022년 3월 14일 강승윤 - [Digital Single] BORN TO LOVE YOU
- 2022년 3월 31일 트레저 - [Japan] THE SECOND STEP : CHAPTER ONE
- 2022년 4월 5일 빅뱅 - [Digital Single] 봄여름가을겨울 (Still Life)
- 2022년 5월 1일 이수현 - 나의 해방일지 OST Part.7
- 2022년 5월 3일 아이콘 - FLASHBACK
- 2022년 6월 24일 이찬혁 - 서울체크인 OST Part.10[96]
- 2022년 7월 5일 위너 - HOLIDAY
- 2022년 7월 6일 아이콘 - [Japan] FLASHBACK [+ i DECIDE]
- 2022년 7월 29일 블랙핑크 - [Digital Single] Ready For Love[97]
- 2022년 8월 19일 블랙핑크 - [Digital Single] PINK VENOM[98]
- 2022년 8월 26일 송민호 - 서울대작전 OST
- 2022년 9월 16일 블랙핑크 - BORN PINK
- 2022년 10월 4일 트레저 - THE SECOND STEP : CHAPTER TWO
- 2022년 10월 17일 이찬혁 - ERROR
- 2022년 11월 30일 트레저 - [Japan] THE SECOND STEP : CHAPTER TWO
- 2022년 12월 5일 이수현 - 커튼콜 OST Part.7
- 2023년 3월 25일 강승윤 - 모범택시2 OST Part.6
- 2023년 3월 27일 트레저 - [Japan Digital Single] Here I Stand
- 2023년 3월 31일 지수 - [Digital Single] ME
- 2023년 4월 27일 강승윤 - 보라! 데보라 OST Part.5
- 2023년 5월 14일 베이비몬스터 - [Digital Single] DREAM
- 2023년 6월 23일 제니 - The Idol Episode 4 (Music from the HBO Original Series)[99]
- 2023년 6월 28일 T5 - [Digital Single] MOVE[100]
- 2023년 7월 28일 트레저 - REBOOT
- 2023년 8월 21일 AKMU - [Digital Single] Love Lee[101]
- 2023년 8월 24일 강희 - 준과 준 OST Part.6
- 2023년 8월 25일 블랙핑크 - [Digital Single] THE GIRLS (BLACKPINK THE GAME OST)
- 2023년 9월 16일 T5 - [Japan Digital Single] MOVE
- 2023년 9월 25일 트레저 - [Japan Digital Single] BONA BONA
- 2023년 10월 6일 제니 - [Digital Single] YOU & ME
- 2023년 10월 20일 트레저 - [Digital Single] B.O.M.B (KABOOM VER.)
- 2023년 11월 27일 베이비몬스터 - [Digital Single] BATTER UP
- 2023년 12월 13일 이성경,이찬혁 - [Digital Single] 잘 먹고 잘 살아
- 2023년 12월 23일 이수현 - [Digital Single] [THE 시즌즈 VolⅡ. 13] <악뮤의 오날오밤> ReːWake x 이수현
- 2024년 1월 1일 이찬혁 - [Digital Single] 1 TRILLION
- 2024년 2월 1일 베이비몬스터 - [Digital Single] Stuck In The Middle
- 2024년 2월 21일 트레저 - [Japan] REBOOT[102]
- 2024년 4월 1일 베이비몬스터 - BABYMONS7ER
- 2024년 5월 28일 트레저 - [Digital Single] KING KONG
- 2024년 6월 3일 AKMU - LOVE EPISODE[103]
- 2024년 7월 1일 베이비몬스터 - [Digital Single] Forever[104]
- 2024년 7월 15일 이승훈 - MY TYPE
- 2024년 11월 1일 베이비몬스터 - DRIP
- 2024년 12월 5일 트레저 - [Digital Single] Last Night[105]
- 2025년 2월 8일 이수현 - 별들에게 물어봐 OST Part.5
- 2025년 2월 15일 강승윤 - 독수리 5형제를 부탁해! OST Part.1
- 2025년 2월 20일 이수현 - [Digital Single] 조조비행[106]
- 2025년 3월 7일 트레저 - PLEASURE
- 2025년 3월 30일 AKMU - [Digital Single] DADA (AKMU X 쿠키런)
- 2025년 5월 7일 베이비몬스터 - [Japan Digital Single] Ghost
- 2025년 7월 1일 베이비몬스터 - [Digital Single] HOT SAUCE
- 2025년 7월 11일 블랙핑크 - [Digital Single] 뛰어
- 2025년 7월 14일 이찬혁 - EROS
- 2025년 9월 1일 트레저 - LOVE PULSE
- 2025년 10월 10일 베이비몬스터 - WE GO UP
- 2025년 11월 ?일 블랙핑크 - DEADLINE
- 2025년 ?월 ?일 강승윤 - 미정
- 2026년 ?월 ?일 빅뱅 - 미정[107]